# Maggio drammatico
Il Maggio drammatico è una tradizione popolare delle zone dell'Appennino Emiliano e del versante toscano e garfagnino.
Trattasi di uno spettacolo in costume in versi cantati e accompagnato da strumenti come violini, fisarmoniche e chitarre. I temi del Maggio sono di origine epico cavalleresco (possono essere sia di inventiva che storie veritiere), anche se sono cantati versi narranti vicende e battaglie più recenti. I versi cantati sono endecasillabi cantati in quartine, sonetti e ottave. Tali manifestazioni vengano rappresentate all'interno di radure di boschi e pinete. Questa tradizione pian piano sta scomparendo surclassata dai nuovi mezzi di comunicazione.
Il comune di Villa Minozzo (RE), nell'Appennino Tosco-Emiliano, vanta una lunghissima tradizione maggistica, tuttora ha ancora all'attivo diverse compagnie maggistiche, proponendo ogni stagione diverse opere nelle zone dell'Appennino Tosco-Emiliano. Presso il capoluogo è stato istituito da alcuni anni il primo Museo del Maggio.
Nel film Novecento di Bernardo Bertolucci viene ritratto un dramma della compagnia dei maggiarini di Romanoro (MO). Dante nella Divina Commedia accenna al Maggio.
Anche la Garfagnana vanta una lunga tradizione maggistica.
Le compagnie più famose sono state quella di Gorfigliano, di Vagli Sopra/Roggio, di Filicaia, di Gragnanella...
Non pochi sono gli autori di questo tipo di opere. Nel solo Appennino reggiano ne sono stati censiti più di cinquanta nell'arco degli ultimi cento anni. Alcuni di questi, come Ettore Monelli, sono conosciuti soprattutto per le loro raccolte di poesie.
In Garfagnana i più attivi sono stati Coltelli Giuseppe di Vagli Sopra e Luigi Casotti dal Bozzo di Gorfigliano.